# Rosa forrestiana
Rosa forrestiana — вид рослин з родини розових (Rosaceae); ендемік Китаю.

## Опис
Кущ 1–2 м заввишки. Гілочки трохи вигнуті, стрункі; колючки розсіяні або попарно внизу листя, жовтуваті, прямі, кремезні. Листки включно з ніжками 2.2–6 см; прилистки широкі, здебільшого прилягають до ніжки; листочків 5–7, рідко 9, майже округлі, яйцеподібні або обернено-яйцеподібні, 6–18 × 4–15 мм, знизу рідко запушені вздовж жил або залозисто-запушені, зверху голі, основа майже кругла, край подвійно пилчастий, зуби часто залозисті верхівково, верхівка округло-тупа або усічена. Квітки поодинокі або до 5, у щитках, 2–3.5 см у діаметрі; квітконіжка 1.5–2.5 см, залозисто-запушена; приквітки 1–3, біля основи або в середині квітконіжки. Чашолистків 5, яйцювато-ланцетні. Пелюстків 5, насичено-червоні, широко обернено-яйцеподібні. Плоди червоні, яйцеподібні, діаметром 9–13 мм, з короткою шийкою на верхівці, голі, зі стійкими, прямостійними чашолистиками.
Період цвітіння: травень. Період плодоношення: липень — жовтень.

## Поширення
Ендемік Китаю (Сичуань, пд.-зх. Юньнань).
Населяє чагарники на висотах 2400–3000 м.